# Черето (Пезаро и Урбино)
Черето је насеље у Италији у округу Пезаро и Урбино, региону Марке.
Према процени из 2011. у насељу је живело 85 становника. Насеље се налази на надморској висини од 648 м.